# Simonitti
Simonitti je priimek več znanih Slovencev:
- Rado Simonitti (Rado Simoniti), skladatelj in dirigent, prejemnik Bevkove nagrade
- Valentin Caharija Simonitti (1916—1989), arhitekt in kulturni delavec